# Burdekin
Burdekin (anglicky Burdekin River) je řeka na severovýchodě Austrálie v Queenslandu. Je dlouhá 680 km. Povodí má rozlohu přibližně 132 000 km².

## Průběh toku
Pramení na planině Aterton a protéká přes savanu v široké dolině. Na dolním toku protíná hřbet Leichhardt a ústí do Korálového moře.

## Vodní režim
V období dešťů od prosince do března dochází k silným povodním a v období sucha téměř vysychá. Průměrný roční průtok je 285 m³/s.

## Využití
Na řece bylo vybudováno několik přehradních nádrží. V místech, kde protíná hřbet Leichhardt je to přehrada Dalrymple.